# Литл Силвер (Њу Џерзи)
Литл Силвер (енгл. Little Silver) град је у америчкој савезној држави Њу Џерзи.

## Демографија
По попису из 2010. године број становника је 5.950, што је 220 (-3,6%) становника мање него 2000. године.
| Група             | 2000.         | 2010.         |
| Белци             | 5.924 (96,0%) | 5.577 (93,7%) |
| Афроамериканци    | 19 (0,3%)     | 17 (0,3%)     |
| Азијати           | 93 (1,5%)     | 104 (1,7%)    |
| Хиспаноамериканци | 81 (1,3%)     | 179 (3,0%)    |
| Укупно            | 6.170         | 5.950         |